# Lignyoptera thaumastaria
Lignyoptera thaumastaria är en fjärilsart som beskrevs av Hans Rebel 1901. Lignyoptera thaumastaria ingår i släktet Lignyoptera och familjen mätare. Inga underarter finns listade i Catalogue of Life.